# Selo 150 Anos da Morte de Antônio Francisco Lisboa
Selo 150 Anos da Morte de Antônio Francisco Lisboa é um selo comemorativo emitido pelos Correios do Brasil.

## Características
Na cor cinza predominante, foi lançado em 18 de novembro de 1964. O selo sesquicentenário do falecimento em 18 de novembro do escultor, entalhador e arquiteto do Brasil colonial Antônio Francisco Lisboa (1730/8-1814), mais conhecido como Aleijadinho.
Impresso pelo processo de rotogravura, o papel apresenta o filigrana: (Q) Correio Estrela Brasil (5 mm).
O selo faz parte da Coleção Legado Brasileiro que escolheu os 25 selos mais representativos do Brasil.

## Catálogos
| Yvert - Yvert & Tellier         | 765   |
| Scott - Scott Publishing        | 988   |
| Michel - Michel Übersee-Katalog | 1064  |
| RHM - Rolf Harald Meyer         | C-520 |